# Gracilinanus
Genre
Synonymes
- Didelphis Linnaeus, 1758[2]
- Grymaeomys Burmeister, 1854[2]

Gracilinanus est un genre de mammifères de la famille des Didelphidae.
Ce genre de sarigues ou opossums comprend les espèces suivantes :
- Gracilinanus aceramarcae (Tate, 1931)
- Gracilinanus agilis (Burmeister, 1854)
- Gracilinanus dryas (Thomas, 1898)
- Gracilinanus emiliae (Thomas, 1909)
- Gracilinanus marica (Thomas, 1898)
- Gracilinanus microtarsus (Wagner, 1842)

## Liste des sous-espèces et espèces
Selon BioLib (28 février 2019) :
- Gracilinanus aceramarcae (Tate, 1931)
- Gracilinanus agilis (Burmeister, 1854)
- Gracilinanus dryas (Thomas, 1898)
- Gracilinanus emiliae (Thomas, 1909)
- Gracilinanus marica (Thomas, 1898)
- Gracilinanus microtarsus (Wagner, 1842)

Selon Catalogue of Life (28 février 2019) et ITIS (28 février 2019) :
- Gracilinanus aceramarcae (Tate, 1931)
- Gracilinanus agilis (Burmeister, 1854)
- Gracilinanus agricolai (Moojen, 1943)
- Gracilinanus dryas (Thomas, 1898)
- Gracilinanus emiliae (Thomas, 1909)
- Gracilinanus formosus (Shamel, 1930)
- Gracilinanus ignitus Díaz, Flores, & Barquez, 2002
- Gracilinanus marica (Thomas, 1898)
- Gracilinanus microtarsus (Wagner, 1842)

Selon Mammal Species of the World (version 3, 2005)  (28 février 2019) :
- Gracilinanus aceramarcae
- Gracilinanus agilis
- Gracilinanus agricolai
- Gracilinanus dryas
- Gracilinanus emiliae
- Gracilinanus formosus
- Gracilinanus ignitus
- Gracilinanus marica
- Gracilinanus microtarsus
  - sous-espèce Gracilinanus microtarsus guahybae
  - sous-espèce Gracilinanus microtarsus microtarsus

Selon NCBI (28 février 2019) :
- Gracilinanus aceramarcae
- Gracilinanus agilis
- Gracilinanus emiliae
- Gracilinanus marica (Thomas, 1898)
- Gracilinanus microtarsus
- Gracilinanus peruanus Marmosa agilis peruana Tate, 1931

Selon Paleobiology Database (28 février 2019) :
- Gracilinanus aceramarcae
- Gracilinanus agilis
- Gracilinanus emiliae
- Gracilinanus microtarsus